# Saule (cantante)
Saule, pseudonimo di Baptiste Lalieu (Mons, 25 settembre 1981), è un cantautore belga.
Trova il successo con il singolo Dusty Men in collaborazione con Charlie Winston, seguito poi dal suo album Géant.

## Biografia
Nel 2006 con il nome di, Saule et les Pleureurs pubblica in Belgio il suo primo album, Vous êtes ici, con l'etichetta 30 février e in Francia con V2. Nello stesso anno Franco Dragone scopre l'artista e gli propone la direzione dei suoi concerti. Per questo album, alle Octaves 2006 Saule ha ricevuto due riconoscimenti per la canzone francese e l'artista dell'anno.
Nel 2009 esce il secondo album, Western, con l'etichetta Universal, realizzato da Seb Martel e sempre insieme ai Pleureurs. In questo album il cantante duetta con Dominique A e con Sacha Toorop. Segue una tournée di quasi due anni in Francia, Québec e Belgio.
Compone in seguito la colonna sonora di Cowboy di Benoît Mariage, in seguito scrive un album per Stéphanie Crayencour per poi dedicarsi al suo terzo album, Géant, uscito nuovamente con l'etichetta 30 février e prodotto da Charlie Winston. Insieme a Winston ha scritto Dusty Men, costituendo un duo anglo-francese. Per quest'ultimo album, Saule ha abbandonato i Pleureurs. In studio è accompagnato dal batterista inglese Ché e dal chitarrista francese Thomas Semence. Sul palco si aggiunge il bassista francese Daniel Marsala, già musicista di Charlie Winston e in tournée con Julien Gugel.
Il 14 maggio 2014 è ospite nel programma The Voice of Italy dove canta Dusty Men con quattro concorrenti.

## Discografia

### Album
- 2006 - Vous êtes ici
- 2009 - Western
- 2012 - Géant

### EP
- 2005 - Saule

### Singoli
- 2008 - Persone
- 2012 - Mieux nous aimer encore